# The Royals
A The Royals című amerikai televíziós sorozat egy fiktív királyi család botrányos és meghökkentő életét mutatja be a modern világban, ahol minden a hatalomról szól, korlátok nem léteznek, és a bizalom olyan luxus, amit nem engedhetnek meg maguknak. Mark Schwahn írta és rendezte (korábbi alkotásai: One Tree Hill – Tuti gimi). 
A műsor Michelle Ray Falling for Hamlet című regényének adaptációja. A sorozat indulásának dátuma 2015. március 15. volt az amerikai E! csatornán.

## Cselekmény
Helena egy angol királyi család uralkodónője, akinek a nyilvánosság szeme előtt kell megküzdenie a szokványos és nem mindennapi családi gondokkal. Liam herceg és Elanor hercegnő élvezik az uralkodói élet fényes oldalát, tudván, hogy az idősebb testvérük, Robert viseli a legnemesebb terhet, hiszen ő az angol trónörököse. Azonban Robert rejtélyes körülmények között meghal. Fia elvesztése után Simon király kételkedni kezd a monarchia jövőjében. Ezek után Liam herceg lesz az új örökös, akinek királyi kötelezettségei mellett még Ophelia Pryce iránt érzett vonzalmával is meg kell küzdenie. A kishölgy a testőrség vezetőjének lánya, ami tovább bonyolítja a helyzetet. Liam testvére, Eleanor hercegnő önpusztításában és a királyi etikett határainak feszegetésében leli örömét, amit új testőre, Jasper nem tűr meg. A hercegnő gyengéd érzelmeket kezd táplálni lelki és testi védelmezője iránt. Helena királynő sógorával, Cyrusszal köt szövetséget, hogy a hatalom a kezükben maradjon és a monarchia ne szűnjön meg. Az események újra bonyolódni kezdenek, mikor a palota egy újabb halál hírt kap. Anglia polgárai gyászba borulnak, leszámítva egy embert.

## Szereposztás

### Főszereplők
- Vincent Regan - Simon Henstridge király, a monarchia feje
- Elizabeth Hurley - Helena Henstridge királyné, a király felesége
- William Moseley - Liam Henstridge herceg, a trónörökös
- Alexandra Park - Eleanor Henstridge hercegnő, Liam herceg női ikertestvére
- Merritt Patterson - Ophelia Pryce, Liam herceg szerelme
- Oliver Milburn - Ted Pryce, a királyi család testőrségének vezetője, valamint Ophelia édesapja
- Jake Maskall - Cyrus Henstridge herceg, York hercege és Simon király testvére
- Tom Austen - Jasper Frost, Eleanor hercegnő testőre és szeretője

### Mellékszereplők
- Lydia Rose Bewley - Penelope Henstridge hercegnő, Cyrus lánya
- Hatty Preston - Maribel Henstridge hercegnő, Cyrus másik lánya
- Joan Collins - Grand Duchess Alexandra, Helena királynő édesanyja
- Noah Huntley - Alistair Lacey kapitány, Helena királynő szeretője
- Andrew Bicknell - Lucius, Helena királynő titkára
- Victoria Ekanoye - Rachel, Helena királynő főtitkára
- Sophie Colquhoun - Gemma Kensington, Liam herceg exbarátnője
- Ukweli Roach - Marcus Jeffrys, Liam herceg testőre
- Manpreet Bachu - Ashok, Liam herceg egyik barátja
- Tom Ainsley - Nick Roane, Ophelia osztálytársa
- Poppy Corby-Tuech - Prudence, a palota egyik szolgálója
- Andrew Copper - Twysden "Beck" Beckwith II, Liam herceg régi barátja

## Epizódok
Minden epizódot William Shakespeare Hamlet című művéből neveztek el.

### Első évad
1. rész: A királyi család bemutatása előtt, rögtön az első pár percben kiderül, hogy a trónörökös, Robert rejtélyes módon egy baleset során életét veszíti. Megkezdődik a harc a hatalomért.
2. rész: Liam exbarátnője, Gemma előkerül, mialatt Japser és Elaenor játszadozni kezd egymással. Eközben Helena királynő és Cyrus herceg elkezdenek azon dolgozni, hogy Simon király ne szüntesse meg az évtizedek óta fennálló angol monarchiát.
3. rész: Helena és Elaenor egy divatbemutató során mérik össze erejüket, melyben a fiatal és rendkívül csinos hercegnő győzedelmeskedik. Liam elkerül egy botrányt.
4. rész: Helena magával viszi Liam-et egy kampánysorozatra, hogy a trónörökös közelebbről is megismerhesse az ország lakóit. Eközben Elaenor is látogatásokat tesz különböző helyszíneket.
5. rész: Maszkos bál során Liam és Ophelia újra egymásra találnak, miközben Elaenor és Jasper kapcsolata tovább bonyolódik. Helena a bál ideje alatt nincs a palotában. Szeretőjével tölti az est hátralévő részét.
6. rész: A fiatalok a bál után Monacóba repülnek és ott töltik a hétvégét. Míg Elaenor a testvérével volt külföldön, addig anyja, Helena Japserrel töltötte az éjszakát.
7. rész: Ophelia botrányba keveredik. Helenat meglátogatja az édesanyja.
8. rész: A királyt megtámadják. Eszméletlenül fekszik a kórházban. Liamnak az új királyként kell viselkednie, míg Cyrus megkezdi az áskálódást.
9. rész: Robert haláláról szivárognak ki fontos információk.
10. rész: Liam meg szeretne szökni. Elaenor és Jasper, Robert gyilkosával találkozik és több információt akarnak megtudni az üggyel kapcsolatban.

### Második évad
1. rész: Liam herceg és Elaenor hercegnő visszakerülnek a palotába és próbálnak megküzdeni apjuk halálával. Cyrusról meglepő információk derülnek ki.
2. rész: Liam herceg Jasper segítségével kutakodni kezd apja halálával kapcsolatban.

## Helyszín

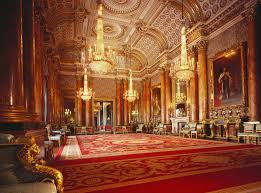
A Buckingham-palota

Alaphelyszín: Egyesült Királyság, azon belül a Buckingham-palota, ami London belvárosában, Westminster városrészben található. Az uralkodók otthona, ami egyben az intriák fellegvára is. Kiegészítő helyszínként megjelenik Monaco, mely a bájos Eleanor hercegnő és Liam herceg szórakoztató központja. Gyakorta ellátogatnak ide a barátaikkal és szeretőikkel együtt.